# هالة كوثراني
هالة كوثراني، صحفية وكاتبة لبنانية من مواليد عام 1977م. صدرت لها مجموعة من الروايات منها رواية «عليّ الأمريكاني» الصادرة عن دار الساقي عام 2011، والتي فازت بجائزة أفضل كتاب في معرض الشارقة الدولي للكتاب عام 2012.

## السيرة المهنية
- ولدت هالة كوثراني في بيروت عام 1977.
- درست في الجامعة الأمريكية في بيروت وحصلت على شهادة البكالوريوس في الآداب في تخصص العلوم السياسية وبعدها بسنوات نالت شهادة الماجستير في الأدب العربي.
- عملت في مجال الصحافة حيث تكتب مقالة أسبوعية في مجلة حياة اللبنانية وهي الآن تعمل مديرة تحرير مجلة «لها» الصادرة عن المجلة نفسها. كما تنشر قصصاً قصيرة في مجلة «لها» كل أسبوع منذ عام 2000.
- بدأت في الكتابة في عام 2006 حيث نشرت أول رواية لها بعنوان «الأسبوع الأخير» الصادرة عن دار الساقي.
- أصدرت كوثراني عدد من الروايات منها رواية «علي الأمريكاني» الصادر عن الدار نفسها في عام 2011 والتي فازت بجائزة أفضل كتاب في معرض الشارقة في عام 2012. وتدور أحداث الرواية حول علي الذي انتقل إلى الولايات المتحدة وأصبح أمريكياً بعدما استقر فيها لمدة 22 عاماً ولكنه يعود إلى لبنان ليعيش مع والدته المريضة، وتصاب شيرين بطلة الرواية بالصدمة عندها لقائها الأول معه بعدها تكتشف أنه لا يتذكرها، رغم تتذكرها له وهو فتى مراهق، فتبدأ هي بكتابة رواية لتتخلص من إحباطها وتجله بطلاً لروايتها. فازت كوثراني في مسابقة «بيروت 39» التي نظمتها مؤسسة هاي فيستيفال في عام 2009.[2][3][4][5][6]

## المؤلفات
- الأسبوع الأخير، دار الساقي، 2006.

- استديو بيروت، دار الساقي، 2008.

- علي الأمريكاني، دار الساقي، 2011.

- كاريزما، دار الساقي، 2014.

- غابريال شانيل خيوط حياتها، هاشيت أنطوان، 2017.

- يومان ونصف، دار الساقي، 2018.
- يوم الشمس، مؤسسة نوفل، 2022.[7]

## الجوائز
- فازت في مسابقة «بيروت 39» التي نظمتها مؤسسة هاي فيستيفال عام 2009.

- حازت رواتها «علي الأمريكاني» على جائزة أفضل كتاب في معرض الشارقة الدولي للكتاب في عام 2012.